# Clásica de San Sebastián 2000
La 20º edición de la Clásica de San Sebastián se disputó el 12 de agosto de 2000, por un circuito por Guipúzcoa con inicio y final en San Sebastián, sobre un trazado de 232 kilómetros. La prueba perteneció a la Copa del Mundo
El ganador de la carrera fue el holandés Erik Dekker (Rabobank), que se impuso con cuatro segundos de ventaja sobre el pelotón encabezado por el belga Andrei Tchmil (Lotto-Adecco) y el letón Romāns Vainšteins (Vini Caldirola), que fueron segundo y tercero respectivamente.

## Clasificación final
| Posición | Ciclista                | Equipo         | Tiempo   |
| -------- | ----------------------- | -------------- | -------- |
| 1        | Erik Dekker             | Rabobank       | 5h16'01" |
| 2        | Andrei Tchmil           | Lotto-Adecco   | a 4"     |
| 3        | Romāns Vainšteins       | Vini Caldirola | s.t.     |
| 4        | Paolo Bettini           | Mapei          | s.t.     |
| 5        | Óscar Freire            | Mapei          | s.t.     |
| 6        | David Cañada            | ONCE           | s.t.     |
| 7        | Davide Rebellin         | Liquigas-Pata  | s.t.     |
| 8        | Andrei Kivilev          | AG2R Prév.     | s.t.     |
| 9        | M. A. Martín Perdiguero | Vitalicio Seg. | s.t.     |
| 10       | Peter Farazijn          | Cofidis        | s.t.     |